# Роберт Кокінг
Роберт Кокінг (англ. Robert Cocking; 1776, Лондон — 24 липня 1837, Лондон) — англійський художник і аеронавт, який трагічно загинув здійснюючи експериментальний стрибок з парашутом власної конструкції.

## Життєпис

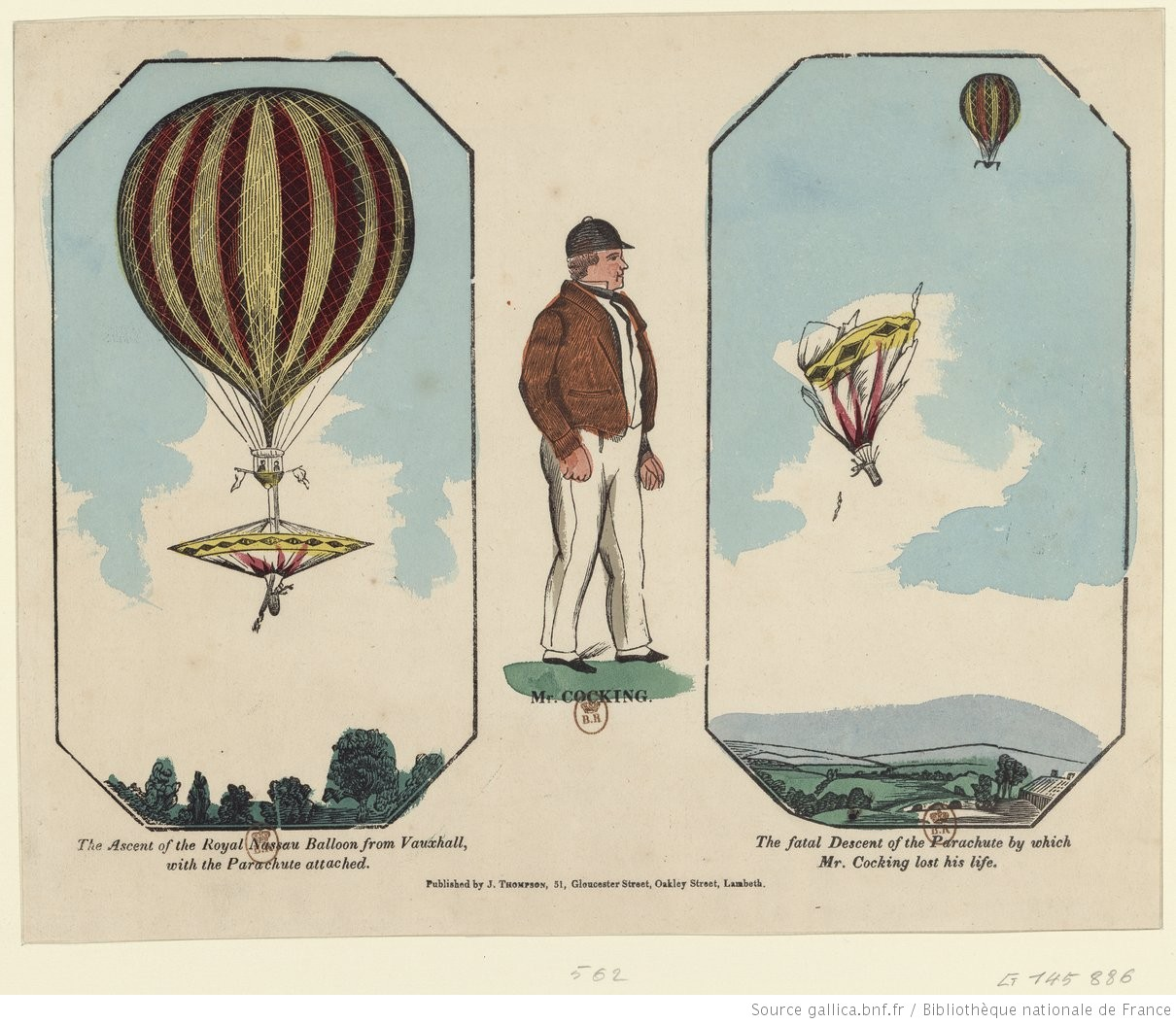
Роберт Кокінг здійснює невдалий стрибок з парашутом власної конструкції (Лондон, 24 липня 1837 року)

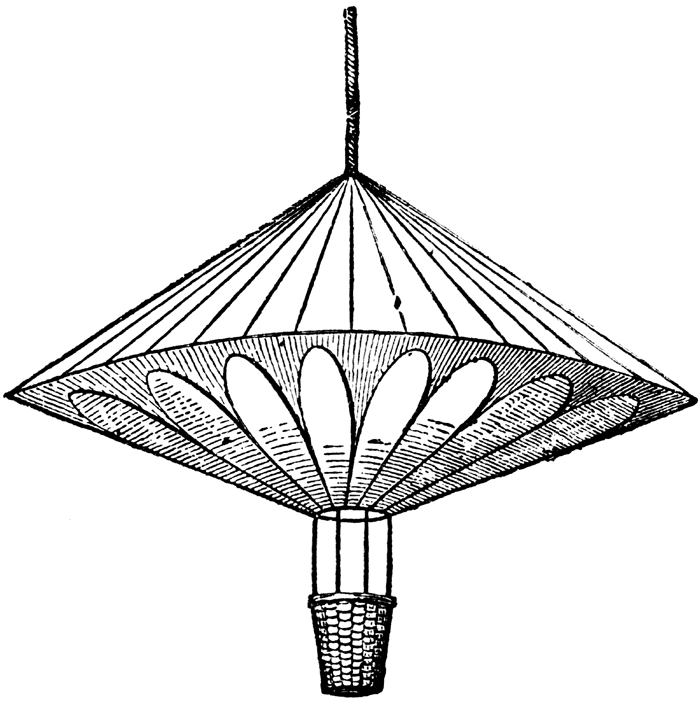
Парашут конструкції Роберта Кокінга (1837 рік)

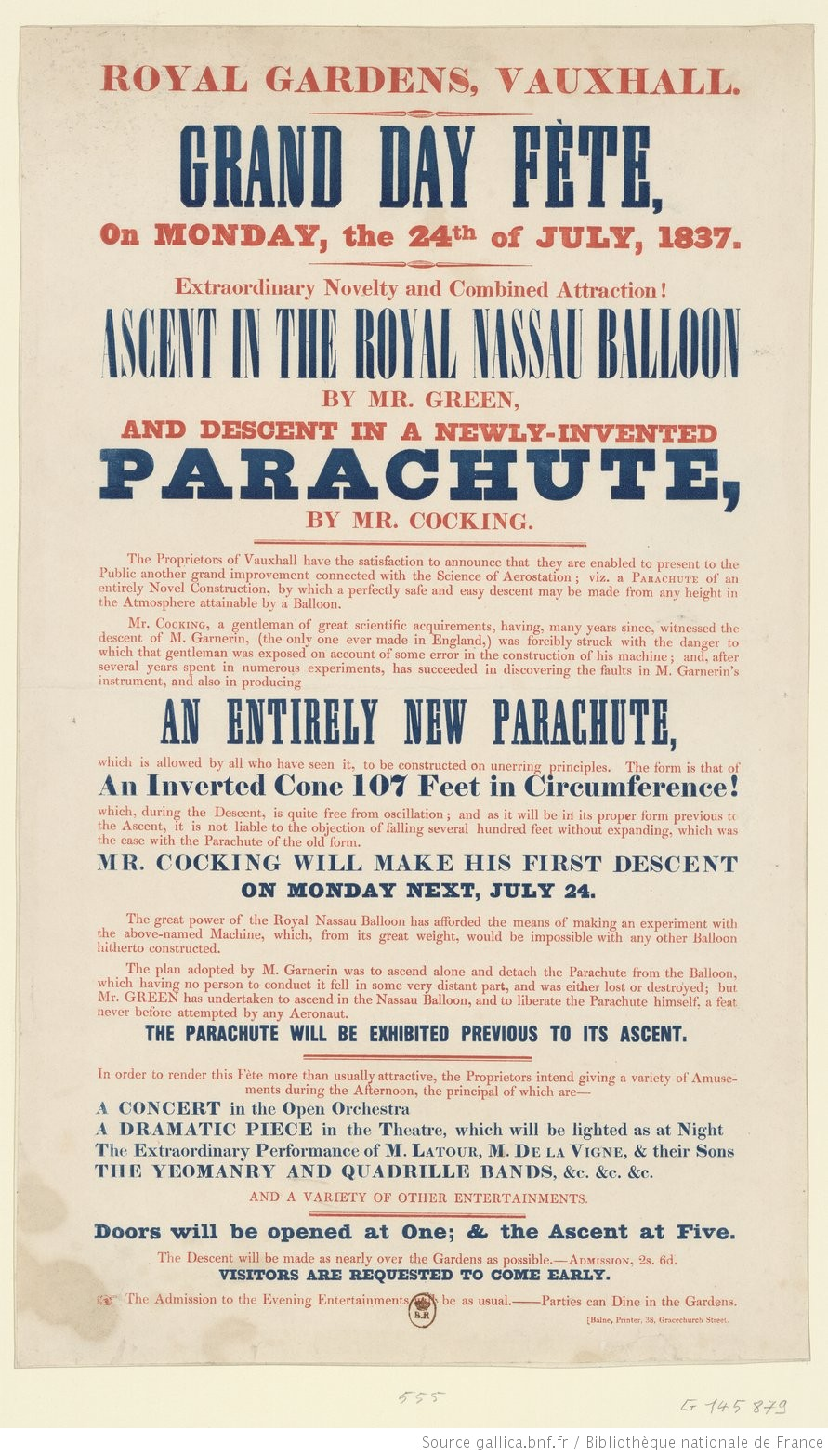
Плакат з рекламою парашутного стрибка Роберта Кокінга на святі «Grand Day Fete», яке відбувалось у Воксгол-Ґарденз (1837 рік)

Роберт Кокінг народився у 1776 році у Великій Британії. Про його дитинство і юність відомо небагато. Він жив на півдні Лондона в районі Кеннінгтон і був талановитим художником. Після навчання заробляв на життя уроками малювання для дітей. Одним з його учнів був Генрі Морлі, в майбутньому друг і помічник відомого англійського письменника Чарльза Дікенса. Пізніше, у своїх спогадах, Морлі писав про Кокінга наступне:
|  | Будинок Кокінга стояв у маленькому саду на одній із бічних вулиць між Кеннінгтоном і Стоквеллом. Кокінг був низьким, округлим і приємно неохайним чоловічком і його дуже любили його молоді учні. Він був хорошим пейзажистом, але заробляв додаткові гроші, малюючи квіткові малюнки для упаковок косметичних засобів. |

Крім пейзажів і квітів Кокінг часто зображав на своїх малюнках повітряні кулі. Як пізніше стверджував Морлі: після смерті Роберта, всі його малюнки розпродали та «кожен хто ними володіє, тепер володіє справжньою працею любові та натхнення».
Живучи недалеко від Воксгол-Ґарденз і Королівських садів Суррея, Роберт часто бачив політ повітряних куль, які з них стартували. У 1802 році Кокінг бачив як Андре-Жак Гарнерен здійснив перший стрибок з парашутом в Вуликій Британії. Зацікавившись повітроплаванням Кокінг натрапив на статтю сера Джорджа Кейлі «Про аеронавігацію». Стаття Кейлі була опублікована у 1809—1810 роках і в ній автор досить детально проаналізував недавній парашутний стрибок Гарнерена. Кейлі припустив, що парашут у формі парасольки з яким стрибав Андре-Жак, є доволі незручним, адже пілота постійно хитало з боку в бік. Більш стабільним мав би бути «конусоподібний парашут».
Надихнувшись прочитаним, Роберт Кокінг вирішив створити власний парашут. Він витратив на роботу над цією ідеєю декілька років і все ж розробив конструкцію, яка складалася з перевернутого конуса з діаметром близько 32 метрів і була заснована на ідеях сера Джорджа.
Після виготовлення власного парашута, Кокінг почав шукати пілотів, які б допомогли йому організувати політ повітряної кулі з якої можна було здійснити свій перший експериментальний стрибок. Він звернувся за допомогою до найвідомішого на той час британського аеронавта Чарльза Гріна та його друга Едварда Спенсера, які були власниками повітряної кулі «Royal Nassau». І вони погодились, попри те, що Роберту Кокінгу на той момент було вже понад 60 років і він не мав жодного досвіду в стрибках з парашутом. Згодом, про стрибок Кокінга оголосили в газетах і він мав стати головною подією на святі «Grand Day Fete», яке відбувалось у Воксгол-Ґарденз влітку 1837 року.

## Трагічний стрибок з парашутом
Зранку 24 липня 1837 року місцевий англійський художник Едвард Вільям Кокс, який працював у Воксгол-Ґарденз розмалював парашут Кокінга яскравими візерунками. Підйом повітряної кулі «Royal Nassau» з Чарльзом Гріном, Едвардом Спенсером і Робертом Кокінгом у кошику відбувся о 5 годині вечора. Поглянути на стрибок Кокінга зібрався багатотисячний натовп глядачів. Генрі Морлі так описував цю подію у своїх спогадах:
|  | Я бачив, як повітряна куля з прикріпленим парашутом піднялась у літнє вечірнє небо. Бачив, як бідолаха Роберт помахав з останнім словом “прощавай” цьому світу. А потім, побачив як він падає на землю, настільки миттєво, що навіть натискання на курок пістолета, спрямованого в його мозок, не могло вбити його швидше. |

За початковим планом, Кокінг розраховував досягти висоти 8000 футів (близько 2440 метрів) перш ніж здійснити свій стрибок. Проте, вага повітряної кулі, в поєднанні з вагою парашута і її трьох пілотів значно уповільнювали підйом. На висоті 5000 футів (близько 1500 метрів), коли повітряна куля якраз пролітала над Гринвічем, Чарльз Грін повідомив Кокінгу, що сьогодні він не може піднятись вище. Отримавши цю новину, Роберт Кокінг вирішив не скасовувати стрибок і від'єднав парашут від повітряної кулі.
Великий натовп глядачів, який спостерігав за цією подією відразу зрозумів, що Кокінг потрапив у біду. Мабуть, Роберт не врахував велику вагу самого парашута у своїх розрахунках і в результаті, його спуск був занадто швидким й тривав лише декілька секунд, перш ніж вся конструкція вивернулась навиворіт і з ще більшою швидкістю впала на землю. Конструкція парашута розділилась на частини, ще до того, як він досягнув землі. На висоті 200—300 футів (60-90 метрів) над землею, купол відірвався від кошика. Роберт Кокінг, який перебував у кошику загинув миттєво, після її падіння в районі селища Лі, за вісім миль на південний схід від Воксхолла. Місцеві злодії одразу вкрали залишки парашута Кокінга, а також його гаманець, годинник, табакерку, окуляри, черевики, капелюх і ґудзики з його пальта. Місцевий власник поля брав з людей шість пенсів за огляд понівеченого тіла Кокінга.
Чарльз Грін і Едвард Спенсер не знали про загибель Кокінга аж до наступного дня, коли повернулись до Лондона з місця приземлення їхньої повітряної кулі. Після цієї трагедії вони на деякий час зупинили показові польоти на своїй повітряній кулі.
В лондонських газетах шукали причини провалу та загибелі Кокінга. Видатний вчений Майкл Фарадей написав в одній з газет, що він був знайомий з Кокінгом через їхнє членство у Філософському товаристві та що у Воксгол-Ґарденз, перед своїм стрибком, Кокінг запитав його думку про безпеку свого парашута. Але вчений тоді не зміг відповісти, бо не мав жодних детальних розрахунків. Однак, він помітив очевидну слабкість матеріалів і конструкції парашута.
Журналісти спершу звинувачували в провальному експерименті саму ідею Джорджа Кейлі про конструкцію «конусоподібного парашута». Але, як пізніше показали різноманітні тести та випробування, що хоч Кейлі й не згадував про додаткову вагу парашута у своїй роботі, основною причиною аварії стала комбінація великої ваги парашута та його не надто міцна конструкція, зокрема слабкі шви, що з'єднують тканину з кільцями до яких кріпився кошик. Парашут Кокінга важив близько 250 фунтів (113 кг), тобто значно більше ніж сучасні парашути.
Випробування, які пізніше проводив американський аеронавт Джон Вайз показали, що проєкт парашута Кокінга був би успішним, якби він мав більші розміри та був краще сконструйований. Порівнюючи конструкції парашутів Гарнерена та Кокінга, Вайз виявив, що останні були значно стійкіші під час спуску та сама ідея Джорджа Кейлі й Кокінга була вірною. Підвела лише її слабка реалізація на практиці. Проблему коливань пілота під час спуску та його хитання з боку на бік, притаманні парашутам Гарнерена, пізніше вирішили за допомогою спеціального вентиляційного отвору у верхній частині купола.
Після трагічної смерті Роберта Кокінга стрибки з парашутом втратили популярність у Великій Британії і Європі й проводились дуже рідко на карнавалах чи циркових виставах. І лише наприкінці 19 століття парашут вдосконалили настільки, що він став безпечним і комфортним під час стрибків й знову почав набирати популярність серед пілотів й аеронавтів.